# Грицак Володимир Семенович
Володимир Семенович Грицак (нар. 27 квітня 1946, с. Закрівці, Україна) — український актор, режисер. Заслужений діяч мистецтв України (2000). Член Національної спілки театральних діячів України (1976).

## Життєпис
Володимир Семенович Грицак народився 27 квітня 1946 року в селі Закрівцях Коломийського району, нині Івано-Франківської області (Україна).
Закінчив студію при Івано-Франківському українському музично-драматичному театрі (1970), факультет режисури Київського інституту театрального мистецтва (1980, нині університет театру, кіно і телебачення).
Працював актором Івано-Франківського, Тернопільського (1970—1974, нині академічний обласний драматичний театр), Закарпатського (1980—1987), Луганського (1990—1993) обласних музично-драматичних театрів; актором і режисером Барнаульського театру (1987—1990, м. Рубцовськ, нині РФ), Львівського обласного музично-драматичного театру (1993—2002, м. Дрогобич Львівської області); 2002—2007 — режисер Івано-Франківського музично-драматичного театру.
Нині — викладач кафедри театрального мистецтва Інституту мистецтв Прикарпатського національного університету.

## Ролі
- Петро («Наталка Полтавка» І. Котляревського)
- Лукаш («Лісова пісня» Лесі Українки),
- Глумов («На всякого мудреця доволі простоти» О. Островського),
- Панас («Наймичка» І. Карпенка-Карого),
- Дон Карлос («Дон Карлос»),
- Подкольосін («Одруження» М. Гоголя),
- Яґо («Отелло» В. Шекспіра) та інші.

## Постановки вистав
- «Пізня любов» О. Островського,
- «Одруження» М. Гоголя (1982),
- «Господа Головльови» за М. Салтиковим-Щедріним (1987),
- «Закохана витівниця» Лопе де Веги (1987),
- «У неділю рано зілля копала» за О. Кобилянською (1993),
- «Мачуха» за О. де Бальзаком,
- «Терпкий аромат трояндової ночі» А. Кассона,
- «Молода хазяйка Нізкавуорі» Х. Вуолійокі,
- «Фатальна ніч» за А. Крісті,
- «Кайдашева сім'я» за І. Нечуєм-Левицьким (1999),
- «Солодкий гріх любові» за І. Франком,
- «Перед потопом» В. Босовича (2000, 2002),
- «Куплена наречена» М. Кропивницького (2003),
- «Моделі сезону» Г. Рябкіна (2004).

## Відзнаки
- лауреат вітчизняних і міжнародних фестивалів: «За найкращу режисуру», «За найкращий акторський ансамбль», «За найкращу чоловічу роль», «За найкращу сценографію», «За найкраще пластичне вирішення» тощо.[1]